# Eliška Weissová
Eliška Weissová (* Moravská Třebová) je česká operní pěvkyně, dramatická sopranistka (dříve mezzosopranistka), známá především jako interpretka role Kostelničky v opeře Její pastorkyňa Leoše Janáčka. Kromě Janáčkovy Kostelničky ztvárnila i další titulní role v českých, německých a italských operách, jako jsou Isolda (Tristan a Isolda), Tosca, Turandot, Lady Macbeth (Macbeth), Libuše, Milada (Dalibor), Ortrud (Lohengrin), Abigaille (Nabucco) a mnoho dalších vysokodramatických postav nejen sopránového oboru.

## Život
Eliška Weissová se narodila v Moravské Třebové, kde vystudovala gymnázium. Poté studovala zpěv nejprve na Konzervatoři v Brně a posléze na Akademii múzických umění v Praze pod vedením českého barytonisty Reného Tučka. Absolvovala také mistrovské kurzy u Naděždy Kniplové či Petera Dvorského.
S úspěchem se zúčastnila několika pěveckých soutěží, kupříkladu Mezinárodní pěvecké soutěže Emy Destinnové v Českých Budějovicích, Mezinárodní pěvecké soutěže Antonína Dvořáka v Karlových Varech, v níž v roce 2004 zvítězila, Pěvecké soutěže Mikuláše Schneidera-Trnavského (3. místo), Queen Sonja Competition v Oslu nebo Soutěže Borise Christoffa v Sofii.
Během své dosavadní kariéry vystoupila na obou pražských operních scénách, jak v Národním divadle, tak i ve Státní opeře, dále účinkovala v divadlech v Brně, v Ostravě, v Opavě, v Plzni, v Olomouci, v Ústí nad Labem, v Bratislavě a Košicích.
Její koncertní repertoár obsahuje Janáčkovu Glagolskou mši a Zápisník zmizelého, Verdiho Requiem, Stabat mater Antonína Dvořáka, Mahlerovu Píseň o Zemi a Wagnerovy Wessendonck-Lieder, atd. 
Za svou pěveckou dráhu ztvárnila nespočet mezzosopránových rolí, například Maddalenu (Rigoletto), Azucenu (Trubadúr), Fenenu (Nabucco), Amneris (Aida), Ulricu (Maškarní ples), Kněžnu v Sestře Angelice, Ježibabu z Rusalky, Stařenku Buryjovku v Jenůfě, Věštkyni v Ohnivém andělovi, Hraběnku (Andrea Chénier), Ciecu v Giocondě a další. Mezi současnější kreace Elišky Weissové již ve spíše sopranovém oboru se řadí Santuzza v Sedláku kavalírovi, Cizí kněžna v Rusalce a vysokodramatické role Verdiho (Abigaille, Lady Macbeth), Wagnera (Ortrud, Isolda), Smetany (Milada, Libuše), Pucciniho (Tosca, Turandot). 
V zahraničí hostovala v irském Wexfordu v roli Martinky (Hubička), ve francouzské Opéra de Rennes, Opéra-Théâtre de Limoges a Grand-Théâtre de Reims v roli Kostelničky (Její pastorkyňa), v Opéra de Rennes také v roli Rossweisse (Valkýra) a Ulriky (Maškarní ples), ve Slovinském národním divadle zpívala Cizí kněžnu a Ježibabu (Rusalka), debutovala v Teatro Regio di Torino jako Revírníková a Sova (Příhody lišky Bystroušky), ve Slovenském národním divadle jako Ortrud (Lohengrin) a jako Giorgetta (Plášť), v německém Erfurtu na letních Domstufen-Festspiele jako Azucena a jako Amneris, s Bayreuthským festivalem hostovala jako Rossweisse (Walküre) v Abu Dhabi v režii Kathariny Wagner.
V roce 2018 úspěšně změnila obor a jako dramatický soprán debutovala v roli Giorgetty (Pucciniho Plášť) v Národním divadle v Bratislavě. Následovala řada dalších rolí, jako Libuše v Severočeském divadle Ústí nad Labem, Fata Morgana (Láska ke třem pomerančům) a Ortrud (Lohengrin) v Národním divadle v Praze, kde v únoru 2020 debutovala jako Turandot a v září 2020 jako Abigaille. V říjnu 2021 debutovala jako Isolda v Severočeském divadle Ústí nad Labem.
V březnu 2022 debutovala ve Welsh National Opera v roli Kostelničky, v níž debutovala i v říjnu 2022 ve Vídeňské státní opeře, v obou případech pod taktovkou Tomáše Hanuse. Ve Vídeňské státní opeře rovněž vystoupila v roli Cizí kněžny v Rusalce.
V lednu 2024 debutovala také ve Státní opeře v Hamburku, opět jako Kostelnička. Na jaře roku 2024 měla recitál v Českém centru New York v rámci výstavy "České primadony v Met opeře".